# Eublefar pazurzasty
Eublefar pazurzasty (Coleonyx variegatus) – gatunek gada z rodziny eublefarowatych (Eublepharidae).

## Zasięg występowania
Gatunek ten występuje w południowo-zachodniej części Stanów Zjednoczonych oraz w północno-zachodnim Meksyku.